# KRAIBURG TPE
KRAIBURG TPE（クライブルグ・ティーピーイー）は、ドイツ・バイエルン州ヴァルトクライブルクに本社を置き、ドイツ、マレーシア、アメリカ合衆国に工場を持つ、熱可塑性エラストマー（TPE）の製造を行う企業。2020年時点で、全世界の社員数は650名、売上高は1億8400万ユーロ。
ヴァルトクライブルク本社とマレーシアでISO 50001認証を、全世界の生産拠点でISO 9001およびISO 14001の認証を取得している。

## 歴史

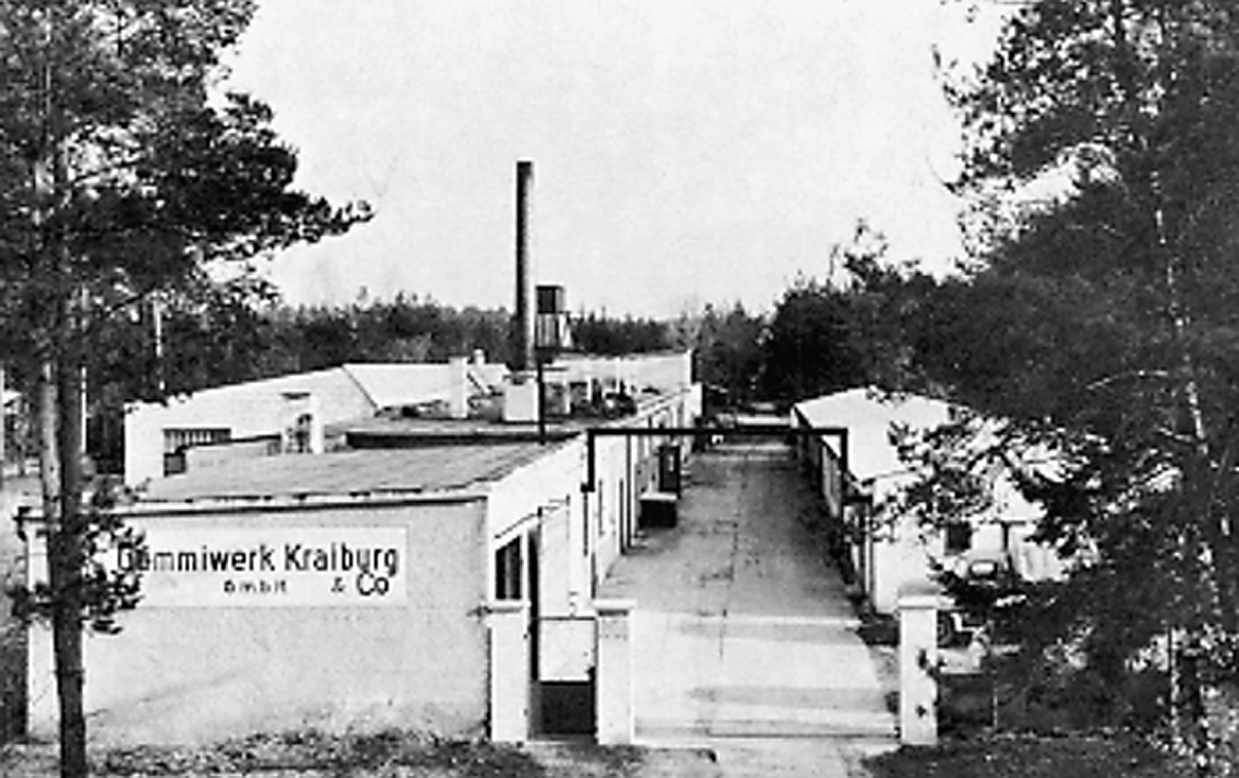
Gummiwerke KRAIBURG時代の工場

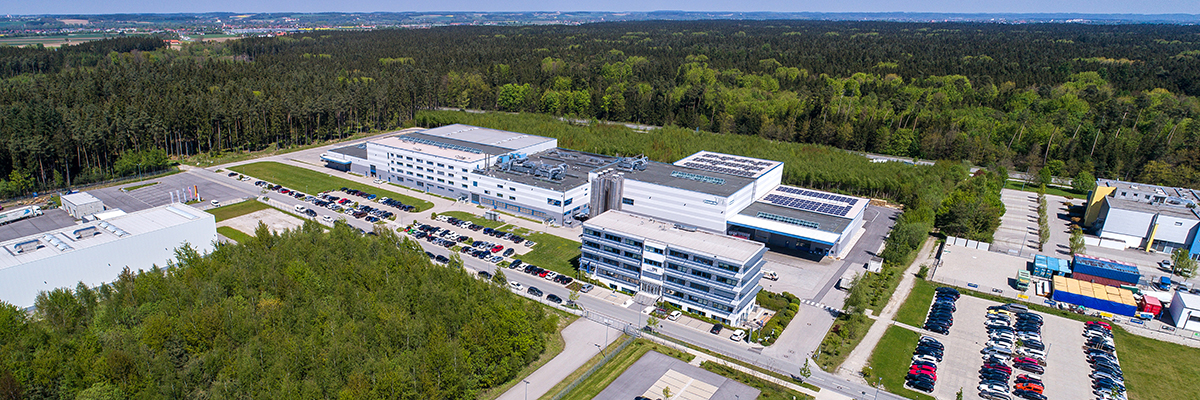
ヴァルトクライブルクにある生産拠点

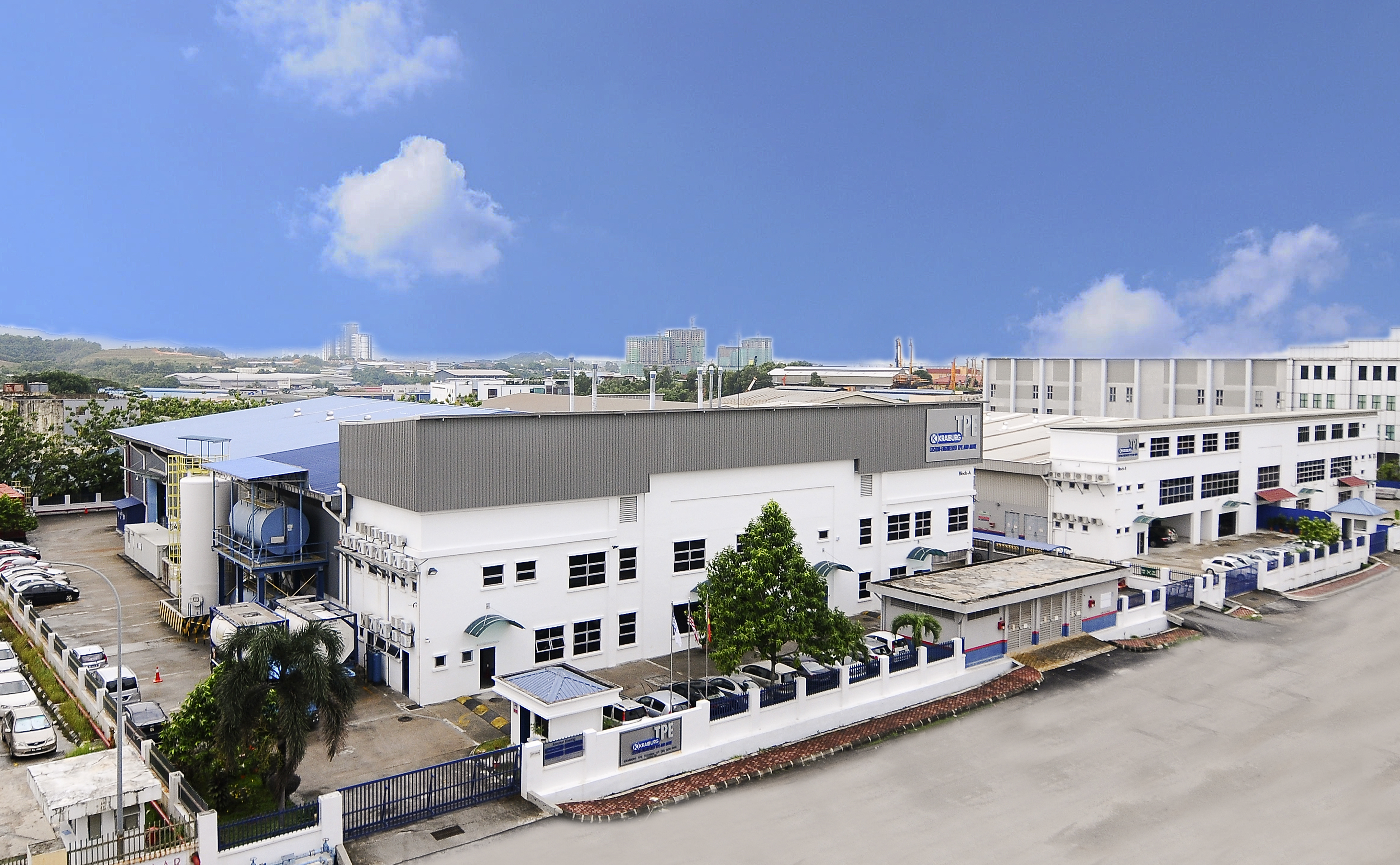
マレーシア・クアラルンプールにある生産拠点

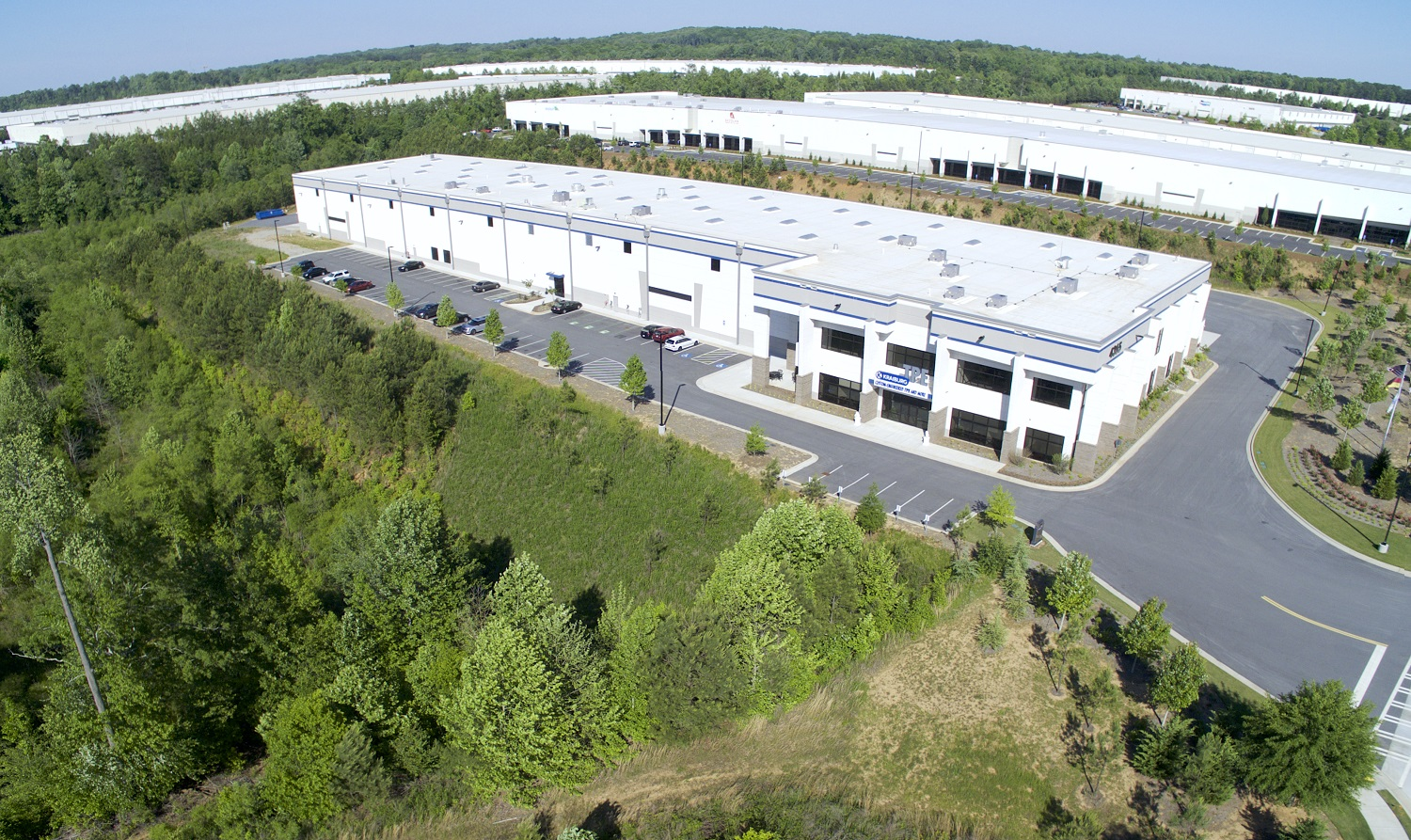
アメリカ合衆国・ジョージア州ブフォード (ジョージア州)にある生産拠点

KRAIBURG TPEの歴史は、Gummiwerk KRAIBURG GmbH & Co. KGが1985年に熱可塑性エラストマーの研究・製造を開始したことに遡る。2001年には熱可塑性エラストマーの製造部門が独立しKRAIBURG TPE GmbHとなり、2006年にKRAIBURG TPE GmbH & Co. KGに改称して現在に至っている。
- 1985年 - Gummiwerke KRAIBURGが熱可塑性エラストマーの生産、販売、開発を開始[3][4]。
- 1995年 - ドイツ・ヴァルトクライブルクに生産施設を新設。
- 1996年 - アジア太平洋地域向けにマレーシアに営業所を開設。
- 1999年 - 北米・中南米地域向け営業所をジョージア州アトランタに開設。
- 2000年 - ヴァルトクライブルクに新工場を建設。
- 2001年 - 熱可塑性エラストマー部門をKRAIBURG TPE GmbHとして独立させ、新工場の稼働を開始。
- 2002年 - アトランタに工場（KRAIBURG TPE CORPORATION）を開設。
- 2004年 - 香港に合弁会社のKRAIBURG TPE China Co Ltdを設立。
- 2005年 - プロダクト・イノベーションに対しFrost＆Sullivan賞を受賞。
- 2006年 - 
  - インド・バンガロールにKRAIBURG TPE Private Limited India を設立。
  - 本社をヴァルトクライブルクの新社屋に移転。2つの生産ラインの稼働を開始。
  - 社名をKRAIBURG TPE GmbH＆Co. KGに変更。
- 2007年 - アトランタ工場の生産能力を増強。
- 2008年 - 
  - マレーシアのクアラルンプールに生産工場のKRAIBURG TPE Technology（M）SDN.BHDを設立。
  - HIPEX®（登録商標）の販売を開始。
  - 中国に進出し、上海に営業拠点を開設。
- 2009年　THERMOLAST® Mの販売を開始。
- 2011年 - 
  - マレーシア工場の生産能力を増強。
  - COPEC®およびFor-Tec E®の販売を開始。
  - 台湾に駐在員事務所を開設。
- 2014年 - 北米および中南米向けに、ジョージア州ブフォード (ジョージア州)（英語版）に新工場を起工。
- 2015年 - メキシコ・モンテレイにおいてKRAIBURG TPES. de R.L.de D.V.を設立。
- 2015年 - 高い顧客主義の取り組みに対し、Frost＆Sullivan賞を受賞。
- 2016年 - KRAIBURG TPE CORPORATIONをブフォード工場に移転。
- 2017年 - 韓国・京畿道でKRAIBURG TPE Korea Ltd.を設立。
- 2021年 - アジア太平洋地域の医療・ヘルスケア用途向けにTHERMOLAST® Hを発売。
- 2022年 - 
  - KRAIBURG TPEがECOVADISのサステナビリティ・レーティング2022でシルバーレベルを獲得。
  - サスティナブルTPEを発売[5]。
- 2023年 - ISCC PLUS認証を取得[6]。

## 製品

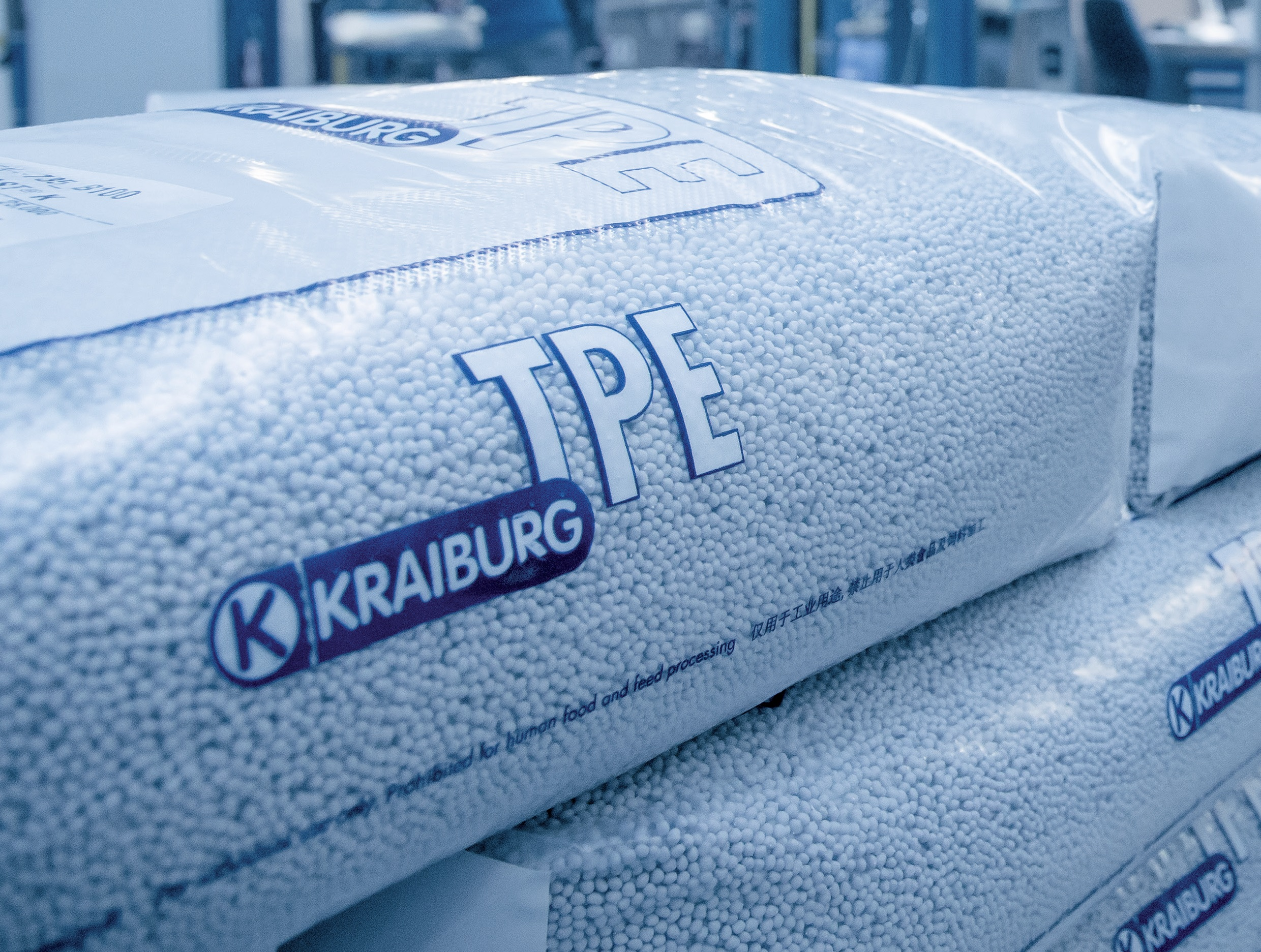
KRAIBURG TPE製の熱可塑性エラストマー

COPEC®
ABS樹脂やポリカーボネートなどの熱可塑性樹脂に対して優れた接着性を持ち、また皮脂に耐性があることから、コンピューターのマウスや携帯電話、コントローラーなどに使われる。
For Tec E®
半芳香族ポリアミド、ポリアミド、ポリアクリルアミドへの接着性を備え、加工性もあることから、携帯電話やイヤーピース、コントローラーなどの民生用電子機器に用いられる。
HIPEX®
最高150℃の耐熱性と耐油性を備え、オイルや熱に常時さらされるエンジンやトランスミッションに使われる。
THERMOLAST®は、4つの化学的特性および用途の異なる製品の総称であり、いずれも水素化スチレン系ブロック共重合体（SEBS）を備える。
- THERMOLAST® K
様々な用途に使うことができる。良好な接着性を持ち、柔軟で耐紫外線性をも備えている。食品や飲料水と触れる部分への使用に関する規制（ (EU) No. 10/2011、 連邦規則集（CFR）第21編、EN 71/3規制）もクリアしている[10]。

- THERMOLAST® V
優れた熱安定性と密封性を持ち、ポリプロピレンやポリアミドと組み合わせたガスケットやグロメットに使われる[11]。

- THERMOLAST® M
医療・製薬業界向けの製品で、医療用途規格ISO 10993-4、-5、-10、-11、USP 661およびUSPクラスVIに適合している。ラテックスやPVCは非含有で、重金属やフタル酸の含有量も規制値以下に抑えている[12]。

- THERMOLAST® H
アジア太平洋地域におけるヘルスケアや医療機器分野での使用のために設計された。極性医薬品との反応や細胞毒性がなく、シリコーン、ラテックス、PVC、フタル酸塩を含まないことが特徴である[13]。

## 参照
1. ↑  http://www.european-rubber-journal.com/2017/10/25/kraiburg-adding-tpe-production-germany-malaysia/
2. ↑  KRAIBURG TPEは、アジア太平洋のヘルスケアおよび医療機器アプリケーション市場のため、新しいにTHERMOLAST® Hを市場投入します KRAIBURG TPEプレスリリース（PR TIMES）、2021年10月8日
3. ↑  https://kraiburg-elastik.com/download/C1fc910d3X14db888bd3bXY685/KRAIBURG-Holding_0913_EN_web.pdf
4. ↑  http://read.nxtbook.com/wiley/plasticsengineering/april2015/chemicalresistanttpematerials.html
5. ↑  “KRAIBURG TPE、デュッセルドルフでキャンペーンを展開焦点はサスティナブルな製品とディスカッション”. PressReleaseFinder. 2023年11月14日閲覧。
6. ↑  “Focus on the Circular Economy: KRAIBURG TPE Expands Range of TPE Solutions with ISCC PLUS Certification - Modern Plastics Japan” (英語) (2023年5月6日). 2023年11月14日閲覧。
7. ↑  COPEC® KRAIBURG TPE公式サイト、2024年1月25日閲覧。
8. ↑  FOR TEC E® KRAIBURG TPE公式サイト、2024年1月25日閲覧。
9. ↑  HIPEX® KRAIBURG TPE公式サイト、2024年1月25日閲覧。
10. ↑  THERMOLAST® K KRAIBURG TPE公式サイト、2024年1月25日閲覧。
11. ↑  THERMOLAST® V KRAIBURG TPE公式サイト、2024年1月25日閲覧。
12. ↑  THERMOLAST® M KRAIBURG TPE公式サイト、2024年1月25日閲覧。
13. ↑  THERMOLAST® H KRAIBURG TPE公式サイト、2024年1月25日閲覧。